# Weißenstein (Grafengehaig)
Weißenstein ist ein Gemeindeteil des Marktes Grafengehaig im oberfränkischen Landkreis Kulmbach. Weißenstein liegt in der Gemarkung Horbach.

## Geografie
Der Weiler liegt auf einen Höhenzug des Frankenwaldes. Eine Gemeindeverbindungsstraße führt an Hüttenbach vorbei nach Walberngrün (2 km nördlich) bzw. nach Grünlas (0,8 km südlich). Ein Anliegerweg führt nach Vollaufmühle (0,4 km westlich).

## Geschichte
Der Ort wurde 1189 als „Weysenstein“ erstmals urkundlich erwähnt, als der Bamberger Bischof Otto VI. von Andechs das Kloster Langheim mit Besitzungen ausstattete. 1609 bestand Weißenstein aus zwei Höfen. Sie gehörten Friedrich Wilhelm von Guttenberg. Gegen Ende des 18. Jahrhunderts bestand Weißenstein aus vier Anwesen (2 Halbhöfe, 2 Güter). Das Hochgericht übte das Burggericht Guttenberg aus. Es hatte ggf. an das bambergische Centamt Marktschorgast auszuliefern. Das Rittergut Steinenhausen war Grundherr sämtlicher Anwesen.
Mit dem Gemeindeedikt wurde Weißenstein dem 1812 gebildeten Steuerdistrikt Eppenreuth und der im selben Jahr gebildeten Gemeinde Horbach zugewiesen. Im Zuge der Gebietsreform in Bayern wurde Weißenstein am 1. Januar 1972 nach Grafengehaig eingegliedert.

### Baudenkmäler
- Haus Nr. 1: Wohnstallhaus

### Einwohnerentwicklung
| Jahr      | 001818 | 001819 | 001861 | 001871 | 001885 | 001900 | 001925 | 001950 | 001961 | 001970 | 001987 |
| Einwohner |        | *      | 30     | 30     | 28     | 20     | 17     | 11     | 9      | 12     | 12     |
| Häuser    | 3      |        |        |        | 3      | 3      | 2      | 2      | 2      |        | 3      |
| Quelle    | [ 7 ]  | [ 10 ] | [ 11 ] | [ 12 ] | [ 13 ] | [ 14 ] | [ 15 ] | [ 16 ] | [ 17 ] | [ 18 ] | [ 1 ]  |

## Religion
Weißenstein ist seit der Reformation evangelisch-lutherisch geprägt und gehört bis heute zur Pfarrei Zum Heiligen Geist (Grafengehaig).